# Satkhnum
Satkhnum (lectura incerta, "filla de Khnum" o Satba, "filla de Ba") va ser una princesa egípcia de la II Dinastia. No se sap de quin rei va ser filla. Només se la coneix per la seva estela trobada a la seva tomba de Helwan. A l'estela s'hi mostra a Satkhnum asseguda en una cadira davant d’una taula d’ofrenes. Al costat d'aquesta taula s'hi mostren moltes ofrenes. A sobre d’aquesta escena hi ha un petit text: la filla del rei Satkhnum. Malgrat, com dèiem, desconeixem qui era el pare de Khenmetpta, per motius estilístics de l'estela la princesa se la pot situar a la II Dinastia.